# Rukometna reprezentacija Demokratske Republike Konga
Rukometna reprezentacija Zelenortske Republike predstavlja Demokratsku Republiku Kongo u rukometu. Trenutni trener reprezentacije je Francis Tuzolana.

## Rezultati

### Svjetska prvenstva
- Egipat 2021. – 28. mjesto

### Afrička prvenstva
| Godina                | Rezultat         |                  |
| --------------------- | ---------------- | ---------------- |
| Tunis 1974.           | Nisu sudjelovali | Nisu sudjelovali |
| Alžir 1976.           | Nisu sudjelovali | Nisu sudjelovali |
| Republika Kongo 1979. | Nisu sudjelovali | Nisu sudjelovali |
| Tunis 1981.           | Nisu sudjelovali | Nisu sudjelovali |
| Egipat 1983.          | Nisu sudjelovali | Nisu sudjelovali |
| Angola 1985.          | Nisu sudjelovali | Nisu sudjelovali |
| Maroko 1987.          | Nisu sudjelovali | Nisu sudjelovali |
| Alžir 1989.           | Nisu sudjelovali | Nisu sudjelovali |
| Egipat 1991.          | Nisu sudjelovali | Nisu sudjelovali |

| Godina                 | Rezultat              |                       |
| ---------------------- | --------------------- | --------------------- |
| Obala Bjelokosti 1992. | 4. mjesto             |                       |
| Tunis 1994.            | Nisu se kvalificirali | Nisu se kvalificirali |
| Benin 1996.            | Nisu se kvalificirali | Nisu se kvalificirali |
| Južna Afrika 1998.     | Nisu se kvalificirali | Nisu se kvalificirali |
| Alžir 2000.            | 7. mjesto             |                       |
| Maroko 2002.           | 8. mjesto             |                       |
| Egipat 2004.           | 8. mjesto             |                       |
| Tunis 2006.            | 11. mjesto            |                       |
| Angola 2008.           | 5. mjesto             |                       |

| Godina       | Rezultat   |
| ------------ | ---------- |
| Egipat 2010. | 4. mjesto  |
| Maroko 2012. | 8. mjesto  |
| Alžir 2014.  | 10. mjesto |
| Egipat 2016. | 7. mjesto  |
| Gabon 2018.  | 8. mjesto  |
| Tunis 2020.  | 7. mjesto  |
| Ukupno       | 12/24      |

## Trenutna momčad
Ovo je objavljeni popis igrača za Svjetsko prvenstvo u Egiptu 2021.
| Broj | Pozicija        | Ime                 | Datum rođenja      | Visina | Broj nastupa | Broj golova | Klub                            |
| ---- | --------------- | ------------------- | ------------------ | ------ | ------------ | ----------- | ------------------------------- |
| 1    | vratar          | Berlin Sobtacdoug   | 27. siječnja 1977. | 1.85 m | 45           | 0           | JS Kinshasa                     |
| 2    | lijevo krilo    | Mara Mukuna         | 6. listopada 1993. | 1.79 m | 1            | 1           | Heritage Handball               |
| 4    | pivot           | Christian Yahoza    | 25. svibnja 1998.  | 1.90 m | 1            | 1           | Primeiro de Agosto              |
| 8    | lijevi vanjski  | Daniel Mathey       | 12. rujna 1993.    | 1.82 m | 1            | 1           | Bruges Lormont Handball         |
| 9    | desni vanjski   | Zephyrin Bouity     | 11. prosinca 1999. | 1.87 m | 6            | 1           | Massy Essonne Handball          |
| 10   | lijevi vanjski  | Andre Ngoulou       | 12. veljače 1994.  | 1.89 m | 1            | 1           | AC Boulogne-Billancourt         |
| 11   | desni vanjski   | Adam Ngando         | 20. ožujka 1986.   | 1.91 m | 1            | 1           | Saint-Étienne                   |
| 12   | vratar          | Junior Lucau        | 7. travnja 1987.   | 1.89 m | 1            | 0           | Skånela IF                      |
| 14   | srednji vanjski | Fabrice Ebanga      | 8. svibnja 1990.   | 1.80 m | 9            | 1           | JS Kinshasa                     |
| 15   | pivot           | Gauthier Mvumbi     | 15. svibnja 1994.  | 1.92 m | 1            | 1           | Dreux AC                        |
| 16   | vratar          | Jordy Jacoby        | 8. veljače 1995.   | 1.90 m | 9            | 1           | Caen HB                         |
| 17   | lijevo krilo    | Johan Kiangebeni    | 28. kolovoza 1995. | 1.80 m | 17           | 1           | CO Vernouillet                  |
| 18   | desno krilo     | Baudric Eyanga      | 1. travnja 1992.   | 1.83 m | 24           | 1           | JS Kinshasa                     |
| 22   | lijevi vanjski  | Frédéric Beauregard | 28. siječnja 1984. | 1.90 m | 6            | 1           | JS Cherbourg Manche Handball    |
| 27   | lijevo krilo    | Olivier Botetsi     | 8. svibnja 1990.   | 1.87 m | 71           | 1           | AS Saint-Ouen-l'Aumône Handball |
| 55   | pivot           | Daniel Morisho      | 7. veljače 1996.   | 1.52 m | 1            | 1           | JS Kinshasa                     |
| 68   | lijevo krilo    | Aurélien Tchitombi  | 3. kolovoza 1993.  | 1.87 m | 17           | 0           | Grand Nancy Métropole HB        |
| 75   | desno krilo     | Steeven Corneil     | 29. prosinca 1995. | 1.78 m | 1            | 1           | Angers SCO                      |
| 83   | lijevo krilo    | Jacques Kinzonzolo  | 8. srpnja 1993.    | 1.78 m | 9            | 1           | Savigny Handball 91             |
| 84   | srednji vanjski | Audray Tuzolana     | 28. veljače 1994.  | 1.86 m | 1            | 1           | Dreux AC                        |